# Батальйон поліції «Шторм»
Батальйон поліції «Шторм» —  спецпідрозділ поліції особливого призначення Головного управління Національної поліції в Одеській області.

## Історія

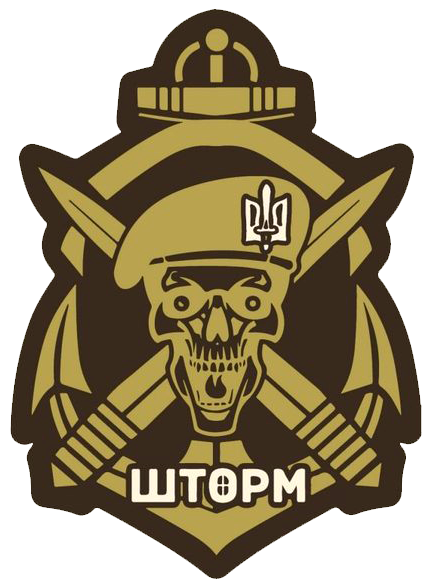
Емблема БПСМОП «Шторм» ГУ МВС (2014 рік)

14 квітня 2014 року, на тлі загострення ситуації в Україні внаслідок анексії російською федерацією Автономної Республіки Крим та початку збройного конфлікту на сході країни, у структурі Головного управління Міністерства внутрішніх справ України в Одеській області було створено батальйон патрульної служби міліції особливого призначення «Шторм». Ініціатива створення підрозділу була зумовлена необхідністю посилення безпеки в регіоні та протидії можливим дестабілізаційним діям. Основним завданням батальйону на початковому етапі було патрулювання вулиць Одеси та області, встановлення блокпостів на ключових транспортних розв'язках, а також участь у заходах, спрямованих на запобігання сепаратистським проявам. Першим командиром батальйону було призначено Сергія Шестакова. Особовий склад формувався з числа добровольців та колишніх співробітників правоохоронних органів.
20 липня 2014 року півсотні бійців «Шторму», озброєні легкою стрілецькою, зброєю вирушило в зону бойових дій на сході України. В  ході серпневих боїв, після кількох днів артилерійських і мінометних обстрілів одеські міліціонери, в районі селища Георгіївка вступили в бойове зіткнення із російськими підрозділами Псковської десантної дивізії. В результаті бою були захоплені дві російські БМД і підбитий один танк. 23 серпня 2014 року одесити без втрат вийшли з оперативного оточення і вивели в безпечне місце колону цивільних машин з мирними жителями і їх майном. В той же день частина бійців батальйону повернулася до Одеси на ротацію.
1 вересня 2014 року усі бійці батальйону «Шторм» були відкликані зі своїх відпусток і відправлені на фронт через ситуацію, що різко погіршилася в зоні проведення Антитерористичної операції. Було повідомлено, що база та блокпости українських силовиків, розташовані в Георгіївці, разом із самою Георгіївкою, були повністю знищені за підтримки важкої артилерії РФ. Лутугине (центр району, в якому розташовувалась Георгіївка) було повністю захоплене бойовиками "ЛНР".
У Луганській області «Шторм» перебував до жовтня 2014 року. Під час чергової ротації в ДТП в Дніпропетровській області загинули бійці батальйону Олександр Романюк та Олександр Лисокінь.
З осені 2014 року, батальйон «Шторм» зайнявся забезпеченням безпеки в Одеській області. Це був непростий період: обстановка залишалася нестабільною, в місті Одесі регулярно звучали вибухи. Бійці спецпідрозділу прикривали небезпечні напрямки державного кордону, охороняли особливо важливі об'єкти, несли чергування на блокпостах і оперативно виїжджали на проблемні ділянки.
З осені 2015 року бійці батальйону «Шторм» забезпечували порядок в зоні проведення АТО в Донецькій області.
У вересні 2015 року, рота поліції «Болград» увійшла до складу батальйону «Шторм», як 3-тя рота В її оперативне обслуговування входять 8 районів: Болградський, Ізмаїльський, Ренійський, Арцизський, Кілійський, Татарбунарський, Саратський та Тарутинський. Основними завданнями були визначені підтримка громадського порядку при проведенні масових заходів, а також боротьба з озброєними злочинцями та воєнізованими збройними формуваннями.
13 квітня 2016 року, 60 бійців одеського батальйону Нацполіції "Шторм" на три місяці знову вирушили до зони АТО. Цього разу спецпризначенці виконували завдання в Маріупольскому секторі – охороняли стратегічні об'єкти та допомагали у розмінуванні населених пунктів.
19 травня 2017 року, Одеський батальйон «Шторм» відсвяткував третю річницю створення. Керівництво Головного управління Нацполіціі в Одеській області привітало бійців батальйону «ШТОРМ» з річницею створення. Рівно три роки тому був сформований добровольчий батальйон поліції особливого призначення «Шторм», який несе службу з охорони громадського порядку в зоні проведення АТО. За три роки було здійснено близько 20-ти ротацій, а деякі бійці перебували в зоні АТО більше трьох разів.
5 квітня 2017 року, на базу батальйону "Шторм" було передислоковано зведений підрозділ військовослужбовців-гвардійців з Житомирської, Чернігівської та Черкаської областей. Гвардійці патрулюватимуть спільно з поліцією вулиці м. Болграда, відпрацьовуватимуть за орієнтуваннями певні місця заради поліпшення криміногенної ситуації.
Як повідомив Голова Національної поліції України, на той час, Сергій Князєв, база спільної дислокації поліцейських і гвардійців у військовій частині 3012 НГУ є пілотним проєктом. І регіон для запуску цього нововведення обраний не випадково, адже ситуація зі збільшенням числа розбійних нападів у Бессарабії викликає занепокоєння керівництва Нацполіції і МВС. А начальник поліції Одеської області, на той час, Дмитро Головін наголосив, що в регіоні гостро стоїть і питання прихованого сепаратизму, тому правоохоронці повинні докласти зусиль, щоб тримати ситуацію під контролем і довести, що Бессарабія – це українська територія, а Болград – українське місто, наводить слова посадовців Департамент комунікації МВС України.
На початку агресії Росії проти України, Москва намагалася створити на півдні Одеської області сепаратистський рух, так звану «народну раду Бессарабії», після провалу спроб створити в самій Одесі угруповання «Одеська народна республіка» на кшталт аналогічних у Донецьку й Луганську. Двох найактивніших діячів «народної ради», громадян України, в 2015 році затримало СБУ, згодом їх обміняли на ув’язнених у Росії за сфальсифікованими звинуваченнями українців Геннадія Афанасьєва і Юрія Солошенка.
19 липня 2020 року, згідно повідомлення пресцентру Національної поліції України, 35 співробітників батальйону патрульної служби поліції особливого призначення "Шторм" вирушили до м. Маріуполя, де впродовж двох місяців будуть охороняти стратегічні об'єкти, чергувати на блокпостах, забезпечувати публічну безпеку та правопорядок.
24 січня 2022 року, в органі місцевого самоврядування міста та Одеської міської громади повідомили, що начальник штабу батальйону патрульної служби поліції особливого призначення "Шторм" підполковник Євген Мірошниченко очолить Одеський батальйон ТрО.
З початком повномасштабного вторгнення російських військ на територію України батальйон патрульної служби поліції особливого призначення «Шторм» ніс службу на різних напрямках бойових дій.
14 квітня 2024 року спецпідрозділ було розформовано, а його особовий склад посилив штурмовий полк «Цунамі» бригади «Лють».

## Склад
- 1-ша рота
- 2-га рота
- Рота «Болград»[9]

## Командування
Командир батальйону - полковник поліції Анатолій Будзар.

## Втрати
- Рудніцький Вадим Володимирович, рядовий міліції, загинув 24 серпня 2014 року.
- Петрівський Степан Петрович, рядовий міліції, загинув 24 серпня 2014 року.
- Романюк Олександр Борисович, лейтенант міліції, інспектор штабу, загинув 20 вересня 2014 року.
- Лисоконь Олександр Юрійович, старший сержант міліції, загинув 20 вересня 2014 року.
- Кузьмінов Сергій Михайлович, офіцер поліції, загинув до 16 серпня 2022 року.